# أحادي أمين الفعل
المادة أحادية أمين الفعل هي المادة التي تعمل على تعديل النواقل العصبية أحادية الأمين عصبيًا، والتي تشمل: السيروتونين، والدوبامين، والنورإيبنفرين، والأدرينالين، والهستامين.
العقار أحادي أمين الفعل هو المادة الكيميائية التي تعمل على تعديل نظم النواقل العصبية -مباشرةً- في الدماغ البشري، وتشمل كاتيكولامينات الفعل (والتي يمكن تقسيمها إلى مواد أدرينية الفعل ومواد دوبامينية الفعل)، و سيروتونينية الفعل، وهستامينية الفعل.
تشمل الأمثلة للمواد ذوات المفعول أحادي الأمين على:
- طلائع أحادية الأمين:
- معدلات مستقبلات أحادية الأمين
- مثبطات إعادة امتصاص أحادية الأمين [الإنجليزية]
- عوامل مطلقة أحادية الأمين [الإنجليزية]، وغيرها.